# John Denver
Henry John Deutschendorf Jr., mais conhecido pelo seu nome artístico John Denver (Roswell, 31 de dezembro de 1943 – Pacific Grove, 12 de outubro de 1997), foi um cantor, compositor, músico e ator americano. Compunha e cantava canções do gênero musical conhecido como "country music". Denver morreu aos 53 anos, na região costeira de Monterey, na Califórnia, enquanto pilotava um avião experimental, feito de fibra de vidro. 
John Denver é conhecido pelos sucessos, como Annie's Song, Take Me Home, Country Roads,  Sunshine On My Shoulders,"Perhaps Love (em dueto com Plácido Domingo), Leaving on a Jet Plane, Don't Close Your Eyes Tonight e Come And Let Me Look In Your Eyes. Ficou também famoso por outras paixões, além da música: aviões,  natureza e mulheres. Sua canção "Rocky Mountain High" faz parte da trilha sonora do filme Premonição.

## Vida
John Denver nasceu na véspera de ano Novo de 1943, em Roswell, Novo México. Seu pai, Henry Deutschendorf, foi um oficial da Força Aérea americana e instrutor de voo. Nasceu quando seu pai estava em missão na Base de Roswell e cresceu em várias bases aéreas do sudoeste americano. Frequentou o curso secundário em Fort Worth, Texas, e mais tarde a escola Texas Tech.
Sua introdução à música ocorreu aos 12 anos, quando sua avó o presenteou com um violão acústico Gibson. Começou tocando em clubes noturnos enquanto cursava a Universidade, de onde saiu em 1964, ao mudar-se para Los Angeles. Lá formou o Chad Mitchell Trio, que abandonou para seguir carreira solo, a partir de 1969. 
No ano seguinte, lançaria seu LP de estreia, Rhymes and Reasons. Os quatro álbuns seguintes: Whose Garden Was This, Take Me to Tomorrow, e Poems, Prayers and Promises fizeram dele um dos artistas mais populares nos Estados Unidos.
Denver desenvolveu carreira de sucesso como cantor e compositor, e uma trajetória menor como ator. Em 1994, escreveu uma autobiografia, chamada Take Me Home. Em 1970, mudou-se para Aspen, Colorado, logo após seu primeiro sucesso: "Leaving on a Jet Plane".  
John Denver não foi reconhecido apenas por sua qualidade como músico, mas também por seu trabalho humanitário, em projetos de conservação de fauna, no Alasca, assim como em iniciativas contra a fome na África.

## Morte
John Denver teve duas paixões em sua vida: cantar e voar. Piloto experiente, possuiu e pilotou seus próprios aviões, entre os quais modelos Lear Jet, mas também outros, com os quais praticava voos acrobáticos. E foi justamente a paixão pelo voo que lhe tirou a vida nas águas do mar da Califórnia, em 12 de outubro de 1997, quando pilotava seu avião feito em fibra de vidro, marca Rutan, modelo Long-EZ.
A imprensa publicou versões inconsistentes e contraditórias para explicar a causa do acidente, que na verdade resultou da conjugação de muitos fatores, como costuma acontecer na maioria dos acidentes com aviões.
Seu corpo foi cremado e suas cinzas foram espalhadas nas Montanhas Rochosas, Colorado no Estados Unidos. 

## Discografia
Em ordem cronológica, de 1969 a 1991 (datas de lançamento nos Estados Unidos).

### Na RCA Records
- Rhymes & Reasons - 1969
- Take Me To Tomorrow - 1970
- Whose Garden Was This? - 1970
- Poems, Prayers, and Promises - 1971
- Aerie - 1972
- Rocky Mountain High - 1972
- Farewell Andromeda - 1973
- Greatest Hits - 1973
- Back Home Again - 1974
- An Evening with John Denver (live) - 1975
- Windsong - 1975
- Rocky Mountain Christmas - 1975
- Spirit - 1976
- Greatest Hits Vol. 2 - 1977
- I Want To Live - 1977
- John Denver (JD) - 1978
- A Christmas Together (com os Muppets) - 1979
- Autograph - 1980
- Some Days Are Diamonds - 1981
- Seasons of the Heart - 1982
- It's About Time - 1983
- Rocky Mountain Holiday (com os Muppets) - 1983
- Greatest Hits Vol. 3 - 1984
- Dreamland Express - 1985
- One World - 1986

### Na Windstar Records
- Higher Ground - 1989
- Earth Songs - 1990
- The Flower That Shattered the Stone - 1990
- Christmas, Like a Lullaby - 1990
- Different Directions - 1991
- All Aboard! - 1997

### Álbuns ao vivo
- An Evening With John Denver - 1975
- Live in London - 1976
- The Wildlife Concert - 1995
- The Best of John Denver Live - 1997

## Canções famosas
- "Leaving on a Jet Plane" (1966)  – escrita por Denver e gravada por Peter, Paul and Mary, em 1966, e Chantal Kreviazuk , em 1999, para o seu primeiro álbum Colour Moving and Still.
- "Take Me Home, Country Roads" (1971) – escrita por Denver com Bill e Taffy Danoff. Tornou-se o hino de facto da Virgínia Ocidental, embora sem caráter oficial.
- "Sunshine On My Shoulders" (1971) escrita por Denver com Dick Kniss e Mike Taylor
- "Perhaps Love" (1981) – gravada com Plácido Domingo.

## Trilhas-sonoras
- Sunshine On My Shoulders - tema da novela O Amor é Nosso (Rede Globo, 1981)
- Sunshine On My Shoulders - tema da novela Geração Brasil (Rede Globo, 2014)
- Perhaps Love - tema da novela Ninho da Serpente (Bandeirantes, 1982)
- Annie's Song (cantada por Plácido Domingo) - tema da novela Ninho da Serpente (Bandeirantes, 1982)
- Don't Close Your Eyes Tonight - tema da novela De Quina Pra Lua (Rede Globo, 1985)
- Leaving on a Jet Plane - Música do filme Armageddon (1998).
- Rocky Mountain High - Música do filme Final Destination, (1999)
- Sunshine on My Shoulders, My Sweet Lady e Take Me Home, Country Roads - presentes no filme Sunshine - Um Dia de Sol, (1973)